# 재클린 앤더슨
재클린 앤더슨(Jacqueline Anderson, 1975년 3월 4일 ~ )은 미국의 배우, 사업가, 사교계 명사, 영화배우이다.
클리블랜드에서 태어났다.

## 영화
- 포트레이트 (2004년)
- 뇌량 (2002년)
- 인베스티게이팅 섹스 (2001년)